# Pauluszell
Pauluszell ist ein Gemeindeteil der Gemeinde Wurmsham und eine Gemarkung im niederbayerischen Landkreis Landshut.
Auf der Gemarkung liegen 65 Orte.
Bis 1978 bestand die Gemeinde Pauluszell mit Sitz im gleichnamigen Ort.

## Lage
Das Pfarrdorf Pauluszell liegt etwa vier Kilometer östlich von Velden (Vils).

## Geschichte
889/891 wird die Kapelle bzw. Kirche in Pauluszell (und die von Velden) an die Domkirche von Regensburg geschenkt. Die heutige Pfarrkirche Pauli Bekehrung ist eine spätgotische Wandpfeilerkirche aus der zweiten Hälfte des 15. Jahrhunderts. Die Gemeinde Pauluszell bestand seit dem Jahr 1818 als Folge der Reformen des Grafen Montgelas. Am 1. Mai 1978 wurde im Rahmen der Gemeindegebietsreform die bis dahin selbständige Gemeinde Pauluszell, die mehr Einwohner als Wurmsham hatte, nach Wurmsham eingegliedert. Schon am 1. Januar 1976 waren die vier Gemeindeteile Eggersdorfern, Geiern, Loh und Reit von Ruprechtsberg zu Pauluszell gekommen. Die neue Gemeinde wurde Teil der Verwaltungsgemeinschaft Velden.